# Стек (інструмент пакування)
 Stack  є інструментом Haskell для управління проектами та залежностями програм. Він використовує Кабал (інструмент збірки) своєї версії пад назвою Stackage.. На відміну від Кабал, Стек має власне регулювання версій GHC компілятора та може встановити чи оновити версію самостійно.
Властивості Стеку:
- Автоматичне встановлення компілятора Glasgow Haskell (GHC) в ізольовану локацію.
- Встановлення пакетів програм та бібліотек, необхідних для проекту.
- Збірка проекту.
- Запуск тестів проекту.
- Збір результатів продуктивності проекту.

## Встановлення
Stack може бути встановлений  на більшості Unix-подібних операційних систем, включаючи macOS та Windows.

## Community
Стек має наступні комюніті:
- форум "Haskell Community"
- Haskell Foundation's канал в Slack
- #stack-users канал в Stack
- #stack-collaborators канал в Stack
- Google Group почтові групи